# Матка (језеро)
Језеро Матка (мкд. Езеро Матка) је вештачко језеро у Северној Македонији. То је најстарије вештачко језеро у Македонији. Изграђено је 1938. године, преграђивањем реке Треске. Језеро се користи за добијање електричне енергије, као и за наводњавање земљишта у околним селима. Језеро Матка је порибљено и често се користи за спортски риболов. На његовим обалама се налазе и манастири Андреаш и Матка.